# 加菲貓狂歡節
《加菲貓狂歡節》（英語：Garfield's Fun Fest），是一部2008年美國電腦動畫片。

## 外部連結
- Garfield's Fun Fest
- 互联网电影数据库（IMDb）上《加菲貓狂歡節》的资料（英文）